# Меджлис (Туркменистан)
Меджлисът е законодателният орган на Туркменистан. Има 125 члена, избирани с пет-годишен мандат от избирателните райони.

## История
Отначало, Меджлисът делял властта с Народния съвет. Закон от 2003 г. намалява властта на Меджлиса и увеличава тази на Народния съвет. Меджлисът може легално да бъде разпуснат от Съвета, воден е от президента и вече не може да внася поправки в конституцията. Народния съвет бе разпуснат чрез новата конституция от 2008 г., предложена от Курбангули Бердимухамедов, правейки Меджлиса отново еднокамарен парламент. Настоящият председател е Акия Нубердиева от 21 декември 2006 г. Тя наследява Овезгелди Атаев.

## Власт и задължения
- Гласува закони, предлага поправки и добавки към конституцията и законите, следи тяхното изпълнение и интерпретация.
- Одобрява програмните дейности на кабинета на министрите.
- Проучва въпроси свързани с одобряването на държавния бюджет на Туркменистан и докладва за изпълнението му.
- Определя основната посока на развитие на програмите от политическо, икономическо и социалноразвитие на страната.
- Определя дали да се проведе национален референдум.
- Обявява избора на президент, заместниците на меджилиса, членовете на велаята, областни управители, общински съветници и Генгеши.
- Обсъжда препоръките на президента по въпроси свързани с назначаването и освобождовонето от длъжност на председателя на върховния съд, главният прокурор, министъра на външните работи, министъра на правосъдието.
- Установява ордени, присъжда ордени на президента и му присъжда военен ранг.
- Определя дали нормативно-правните актове на властта и правителството съвпадат или се отклоняват от конституцията.
- Ратифицира и обявява за невалидни международни спогодби.
- Решава въпроси по промяната на държавни граници и администаревното и териториално деление на Туркменистан.
- Решава въпоси по мира и сигурността.
- Решава други въпроси от компетенцията на Събранието според конституцията и законите.
- Елемент от точкуван списък

|  | Тази страница частично или изцяло представлява превод на страницата Assembly of Turkmenistan в Уикипедия на английски. Оригиналният текст, както и този превод, са защитени от Лиценза „Криейтив Комънс – Признание – Споделяне на споделеното“, а за съдържание, създадено преди юни 2009 година – от Лиценза за свободна документация на ГНУ. Прегледайте историята на редакциите на оригиналната страница, както и на преводната страница, за да видите списъка на съавторите. ВАЖНО: Този шаблон се отнася единствено до авторските права върху съдържанието на статията. Добавянето му не отменя изискването да се посочват конкретни източници на твърденията, които да бъдат благонадеждни. |